# Retard Girl
Retard Girl – pierwszy singel grungowego zespołu Hole wydany w kwietniu 1990. piosenka ta choć nagrana w 1990 roku na płycie została wydana w 1996 The First Session i w 1997 roku na płycie My Body, the Hand Grenade.

## Lista utworów
Wszystkie piosenki zostały napisane przez Hole
1. „Retard Girl” – 4:47
2. „Phonebill Song” – 1:48
3. „Johnnie’s in the Bathroom” – 2:17